# Mazlum Doğan
Pour les articles homonymes, voir Doğan.
Mazlum Doğan, né en 1955 et mort le 21 mars 1982 à Diyarbakır, est un militant politique kurde, membre fondateur du Parti des travailleurs du Kurdistan.

## Biographie
Il naît en 1955 à Karakoçan (Dep en kurde), une ville de la province d'Elâzığ.

### Membre fondateur du PKK
Après obtention d'un diplôme de la haute école de'enseignement, Mazlum Doğan s'inscrit en 1974 à la Faculté d'économie de l'université Hacettepe d'Ankara. Lors de ses études universitaires, il fait la connaissance du cercle des « révolutionnaires du Kurdistan », réuni autour d'Abdullah Öcalan, dont font partie Haki Karer, Baki Karer, Fehmi Yilmaz, Ibrahim Aydin et Ali Haydar Kaytan. Il décide alors de rejoindre le groupe, en même temps que Cemil Bayık, Duran Kalkan, et Mehmet Hayri Durmuş.  
À partir de 1976, il fait partie des petits groupes de «  Révolutionnaires du Kurdistan » (nom par lequel se désignent alors les militants de l'embryon d'organisation qui deviendra le PKK). Il est surtout actif à Urfa, Antep, Diyarbakir et Batman, où il organise des réunions informelles avec les paysans et les citadins.  
Il participe au congrès fondateur du PKK, qui se déroule les 26 et 27 novembre 1978 dans le petit village de Fis (district de Lice, province de Diyarbakir) le congrès fondateur du PKK. Avec Abdullah Öcalan, Mehmet Hayri Durmuş, Cemil Bayik, Şahin Dönmez, Mehmet Karasungur et Baki Karer, il devient alors membre du premier Comité central. Il est aussi nommé secrétaire à la propagande et rédacteur en chef de la revue théorique officielle du parti, Serxwebûn (L'Indépendance),.

### La «résistance des prisons»
En septembre 1979, il est arrêté lors d'un contrôle d'identité dans la petite ville de Viranshehir. Il est envoyé dans la prison de Diyarbakir, où il est torturé. Le 21 mars 1982 après avoir symboliquement allumé trois allumettes pour célébrer le Newroz, il s'immole pour protester contre les tortures systématiques de prisonniers pratiquées par l'État turc,. 
Le sacrifice de Mazlum Doğan est considéré comme le début de la « résistance des prisons ». Deux mois plus tard, le 18 mai 1982, jour anniversaire de l'assassinat de Haki Karer, quatre membres du PKK, Ferhat Kurtay, membre du Comité central, Mahmut Zengin, Eşref Anyık et Necmi Öner, s'immolent par le feu pour « faire vivre la flamme de la résistance ». Alors que d'autre détenus de la cellule, qui compte trente personnes, tentent d'éteindre le feu à l'aide de couvertures et de couvertures, ils leur crient : « Faites grandir le feu ! Celui qui verse de l'eau sur le feu est un traître ! »,.

## Le nouveau symbole du Newroz
Mazlum Doğan va devenir l'un des symboles les plus forts du mouvement national kurde, qui le présente comme la figure exemplaire de la jeunesse kurde. Le PKK a ainsi élaboré un nouveau récit du Newroz, le Nouvel an kurde, en lui donnant un nouveau souffle : Mazlum est présenté comme la réincarnation du mythique héros national Kawa, et le parti comme la réincarnation du soulèvement des Mèdes contre la tyrannie du roi assyrien Dehak, qui mangeait le cerveau des jeunes Kurdes.
Depuis 1997, chaque année est organisé un « Festival culturel et sportif de la jeunesse Mazlum Doğan » en Europe, le plus souvent en Belgique (mais parfois en Allemagne). Le festival dure une journée. Son programme comprend des concerts, des représentations folkloriques, des allocutions politiques et des compétitions sportives,.